# 2021年黄海船舶溢油事故

2021年黄海船舶溢油事故指2021年4月27日于青岛港附近黄海海域发生的船舶相撞、油轮溢油事故。该事故导致原油流入海洋。

## 经过
2021年4月27日8时50分左右，巴拿马籍货轮“义海”号散货船，与已抛锚的装有约100万桶沥青混合物的利比里亚籍油轮“交响乐”号，在大雾弥漫的青岛港附近黄海海域发生碰撞。碰撞造成“交响乐”号油轮储油仓和压载水舱受损，导致原油流入大海。

## 后续处理
2021年4月27日，青岛海事局发布航行警告，指以事故发生方位35-44.0N/120-58.4E为中心半径10海里的海域禁止船舶驶入，并提醒来往船只谨慎驾驶，小心避让。
“交响乐”号油轮所属管理公司Goodwood Ship Management亦于事故当日发表报告，指已采取紧急程序减少漏油，并部署专家前往现场进行清理作业。唯低能见度天气影响了救援抢修进度。
2021年4月29日，山东海事局公告称漏油规模在400吨左右，正在进行清理作业。
2021年5月3日，山东海事局通报，初步分析事故原因为值班船员雾中疏忽瞭望。